# Писодер
Писодѐр, Песодѐр или Псо̀дери (на гръцки: Πισοδέρι, Писодери, катаревуса Πισοδέριον, Писодерион) е село в Република Гърция, в дем Преспа, в област Западна Македония.

## География
Селото е разположено на 16 километра западно от град Лерин (Флорина), високо в южния склон на планината Баба (Варнудас).

## История

### В Османската империя
В османски тефтер от 1481 година селото се споменава като Ипсодер и в него живеят 12 семейства. Във втората половина на XV век селото е дервентджийско.
В края на XIX век Писодер е влашко село в Леринска каза. В „Етнография на вилаетите Адрианопол, Монастир и Салоника“, издадена в Константинопол в 1878 година и отразяваща статистиката на населението от 1873 година, Писадер (Pissader) е посочено като село в Леринска каза с 25 домакинства и 66 жители българи.
„Селото е разположено въ една висока долина отъ двѣтѣ страни на диво шумяща рѣкичка и е заобиколено съ гора. Това село е чисто аромѫнско и брои 100 кѫщи. Жителитѣ му сѫ надошли тука отъ Албания и се занимаватъ още и сега повечето съ ханджилъкъ въ Албания, вслѣдствие на това албанския езикъ се знае отъ всички, а гръцкия не се е промъкналъ още въ фамилиитѣ, макаръ и да сѫществува гръцко училище.“
Според статистиката на Васил Кънчов („Македония. Етнография и статистика“) в 1900 година в Песодеръ живеят 750 власи.
На Етнографската карта на Битолския вилает на Картографския институт в София от 1901 година Писодер е чисто влашко село в Леринската каза на Битолския санджак със 130 къщи.
По данни на секретаря на Българската екзархия Димитър Мишев („La Macédoine et sa Population Chrétienne“) в 1905 година в Песодер (Pessoder) има 480 власи и функционират гръцко и влашко училище.
Селото е една от основните бази на Гръцката въоръжена пропаганда в Западна Македония. В параклиса „Света Петка“ в 1904 година Ставрос Цамис погребва главата на Павлос Мелас.

### В Гърция
През Балканската война в селото влизат гръцки части, а след Междусъюзническата война Писодер попада в Гърция. Тогава е затворено и влашкото училище в селото. Боривое Милоевич пише в 1921 година („Южна Македония“), че Псодери има 200 къщи власи християни.
По време на Гръцката гражданска война край Писодер се водят редица сражения.
В 1983 година в Писодер започва да излиза вестник „Писодеритика“.
Според изследване от 1993 година селото е чисто влашко, като влашкият език е запазен на високо ниво.
| Име   | Име       | Ново име  | Ново име  | Описание                                                    |
| ----- | --------- | --------- | --------- | ----------------------------------------------------------- |
| Нова  | Νόβα      | Папацами  | Παπατσάμη | връх в Баба на ЮЗ от Писодер (1687 m)                       |
| Касая | Κουσάγιας | Кондорема | Κοντόρεμα | река в Баба на СЗ от Писодер, десен приток на Рулската река |
| Касая | Κουσάγια  | Лака      | Λάκκα     | връх в Баба на СЗ от Писодер (1624 m)                       |

Преброявания
- 1940 – 484 души
- 1951 – 143 души
- 1961 – 106 души
- 1971 – 48 души
- 1981 – 30 души
- 1991 – 25 души
- 2001 – 68 души
- 2011 – 7 души

## Личности
Родени в Писодер
- Андрикос (Ανδρίκος), гръцки андартски деец, подпомага капитан Цондос[20]
- Василиос Карадзидис (Βασίλειος Καρατζίδης), гръцки андартски деец, четник на капитан Вардас[21]
- Георгиос Кайкос (Γεώργιος Κάικος), гръцки андартски деец, убит от българи[20]
- архиепископ Епифаний Папавасилиу (1885 – 1972), гръцки духовник
- Йоанис Цамис – капитан Чам, гръцки андартски деец
- Лазарос Цамис (1878 – 1933), гръцки андартски деец[22]
- архимандрит Модестос (αρχιμανδρίτης Μόδεστος), гръцки андартски деец, поел ангажимент пред капитан Каудис за построяване на гръцко училище[20]
- Николаос Касомулис (1795 – 1872), гръцки революционер
- Николаос Кириакопулос (1894 – 1982), гръцки политик
- Николаос Ст. Хасос (1892 – 1943), гръцки политик
- Панос Мейданис, хайдутин от XVII век
- Ставрос Филипос (Σταύρος Φιλίππου), гръцки андартски деец, четник[21]
- Ставрос Цамис (1870 – 1906), гръцки духовник, деец на Гръцката въоръжена пропаганда в Македония[23]
- Теодорос Гацос (Θεόδωρος Γκάτσος), гръцки андартски деец, убит от българи[20]
- Теодорос Дорас (Θεόδωρος Ντόρας), гръцки андартски деец, подпомага капитан Вардас[20]

Починали в Писодер
- Касъм ага (? – 1900), едър земевладелец, убит от ВМОРО
- Павле Янков (? – 1905), войвода в Кресненско-Разложкото въстание

Свързани с Писодер
- Стерьо Николов (1893 – 1974), български емигрантски деец в САЩ, баща му Никола Попстерьов е от Писодер